# HD 190647 b
HD 190647 b ist ein Exoplanet, der den gelben Zwerg HD 190647 alle 1038 Tage umkreist. Auf Grund seiner Masse wird angenommen, dass es sich um einen Gasplaneten handelt. Der Planet wurde von Dominique Naef et al. im Jahr 2007 mit Hilfe der Radialgeschwindigkeitsmethode entdeckt.
Der Planet umkreist seinen Stern in einer Entfernung von ca. 2,07 Astronomischen Einheiten bei einer Exzentrizität von 0,18 und hat eine Masse von ca. 604 Erdmassen bzw. 1,9 Jupitermassen.